# Ernst von Bönninghausen
Ernst Johannes Baptista Maria von Bönninghausen (Heemstede, 26 juli 1900 – Enschede, 31 augustus 1973) was een Nederlandse jonkheer, jurist en nationaalsocialistisch politicus.
Von Bönninghausen was afkomstig uit het adellijk geslacht Von Bönninghausen. Na het gymnasium te hebben doorlopen te Katwijk aan den Rijn studeerde hij rechten aan de Katholieke Universiteit Nijmegen. Aansluitend vestigde hij zich in 1929 als rechtskundig adviseur en vervolgens als advocaat en procureur te Enschede (1931-1940). Van 1931 tot 1935 was hij voor de Roomsch-Katholieke Staatspartij lid van de gemeenteraad van Tubbergen. Rond 1936 trad hij – na persoonlijke conflicten met de RKSP en de katholieke hiërarchie – toe tot de Nationaal-Socialistische Beweging (NSB) van Anton Mussert. Hij ontving het stamboeknummer 46.896 en Mussert benoemde hem tot Gemachtigde in Bijzonderen Dienst. Namens de NSB zat hij tussen 1937 en 1945 in de Eerste Kamer. Met ingang van 1 oktober 1940 werd hij benoemd tot burgemeester van Hilversum en kort na de Februaristaking in 1941 was hij daar enige tijd regeringscommissaris. Vanaf 1943 was hij de burgemeester van Tubbergen. Na de Tweede Wereldoorlog werd hij veroordeeld tot twee jaar gevangenisstraf. Hij verzoende zich in die tijd met de Katholieke Kerk. Daarna was hij accountant te Enschede.
Ernst von Bönninghausen overleed op 73-jarige leeftijd.

## Familie
Hij was de broer van jonkheer Egon von Bönninghausen, die burgemeester van Ootmarsum (1926-1939), burgemeester van Tubbergen (1940-1941) en NSB-commissaris in de provincie Overijssel (1941-1942) was. Zijn oom Egon von Bönninghausen was burgemeester van Borne.
 Portaal: Fascisme en nationaalsocialisme in Nederland · Fascisme · Nationaalsocialisme
- Biografisch Portaal: 16007955
- Parlement.com: vg09lkygzgzj